# Neuburg (Mecklemburgo-Pomerania Occidental)
Neuburg es un municipio situado en el distrito de Mecklemburgo Noroccidental, en el estado federado de Mecklemburgo-Pomerania Occidental (Alemania), a una altitud de 41 metros. Su población a finales de 2016 era de 2051 habs. y su densidad poblacional, 47 hab/km².
Se encuentra ubicado junto a la frontera con el distrito de Rostock.